# Marmorana globularis
Marmorana globularis (Philippi, 1836) è un mollusco gasteropode terrestre della famiglia Helicidae, endemico della Sicilia.

## Biologia

### Riproduzione
È una specie ermafrodita insufficiente, non in grado cioè di autofecondarsi.
Al pari degli altri Elicidi, nella fase del corteggiamento, M. globularis trafigge il partner con dardi calcarei.

## Distribuzione e habitat
La specie è endemica della Sicilia nord-occidentale. È stata introdotta accidentalmente dall'uomo in Toscana.

## Tassonomia
Sono state descritte le seguenti sottospecie:
- Marmorana globularis ascherae
- Marmorana globularis caltabellottensis
- Marmorana globularis conspicua
- Marmorana globularis eugeniae
- Marmorana globularis globularis
- Marmorana globularis huetiana
- Marmorana globularis latilabris
- Marmorana globularis nebulosa
- Marmorana globularis spoliata
- Marmorana globularis tiberiana
- Marmorana globularis transiens